# Ring (compañia)
Ring LLC (anteriormente Doorbot) es una compañía de seguridad en el hogar y hogar inteligente, propiedad de Amazon. Ring fabrica productos de seguridad para el hogar que incorporan cámaras de detección de movimiento en el exterior, incluyendo Ring Video Puerta. Tiene una aplicación, Neighbors (Vecinos), para compartir online compartir social de las imágenes capturadas entre los usuarios. Ring también proporciona imágenes de vídeo de sus cámaras y datos de su aplicación Neighbors (Vecinos) a agencias de la ley a petición. Sus asociaciones con la policía han sido criticadas por los grupos de defensa de los derechos civiles como la construcción de una red de vigilancia privada invasiva.

## Historia

### Pre-adquisición (2013-2017)
Ring fue fundada en 2013 como Doorbot por Jamie Siminoff. Doorbot fue financiado mediante Christie Street, y recaudó 364 000 dólares, más de los 250 000 dólares solicitados.
En 2013, Siminoff y Doorbot aparecieron en un episodio de la serie de telerrealidad Shark Tank (Estanque de tiburones) para buscar una inversión de 700 000 dólares en la empresa, que él estimó que valía 7 millones de dólares. Kevin O'Leary hizo una oferta como potencial inversor que Siminoff rechazó. Después de estar en "Shark Tank", Siminoff cambió la marca de la compañía y recibió 5 millones de dólares en ventas adicionales.
En 2016, Shaquille O'Neal adquirió una participación en Ring, y posteriormente se convirtió en portavoz de la comercialización de la empresa. En una serie de correos electrónicos internos, Siminoff declaró la guerra a "los sucios criminales que roban nuestros paquetes y roban nuestras casas" en 2016 y a su competidor ADT Inc. en 2017.
La compañía recaudó más de 200 millones de dólares en inversiones de Kleiner Perkins Caufield Byers, Qualcomm Ventures, Goldman Sachs, DFJ Growth y Sir Richard Branson-fundador de Virgin Group.

### Subsidiaria de Amazon (2018-presente)
Fue adquirida por Amazon en febrero de 2018 por un valor estimado de entre 1200 y 1800 millones de dólares.
En enero de 2019, se descubrió que los empleados de las dos oficinas de Ring tienen acceso a las grabaciones de vídeo de todos los dispositivos de Ring. In addition, The Intercept reported that the video data was stored unencrypted.
En junio de 2019, Ring se enfrentó a críticas por un programa de "Alerta a la Comunidad", en virtud del cual la empresa ha hecho publicaciones patrocinadas con objetivos geográficos en servicios de redes sociales como Facebook, pidiendo a los lectores que proporcionen consejos sobre los sospechosos en casos verificados, basados en imágenes publicadas en el servicio Vecinos por un cliente de Ring. Ring declara que pide permiso al usuario antes de usar su contenido de esta manera. Sin embargo, estos descubrimientos dieron lugar a preocupaciones sobre el uso de dichas imágenes en material que se considera efectivamente publicidad, así como preocupaciones sobre otros posibles usos de las imágenes (como para la formación reconocimiento facial) debido a la amplia licencia de derechos de autor que los usuarios deben conceder para poder utilizar Neighbors (una licencia irrevocable, ilimitada y libre de regalías para utilizar el contenido compartido "para cualquier propósito y en cualquier formato de medios de comunicación en cualquier canal de medios de comunicación sin compensación para ti"), y las asociaciones de Ring con los organismos locales de aplicación de la ley.
En julio de 2019, la publicación Motherboard obtuvo registros que revelan el alcance de la asociación de Ring con Lakeland, Florida. Departamento de Policía (PD); se le concedió al departamento acceso a un "Portal Vecinal de Aplicación de la Ley" para hacer publicaciones sobre los Vecinos y la posibilidad de "solicitar videos directamente de los usuarios de Ring", y recibió una donación de 15 cámaras Ring. Sin embargo, en el memorando de entendimiento se estipulaba que el Departamento de Policía tendría que participar en "actividades de divulgación en la plataforma para alentar la adopción de la plataforma/app" (recibiendo 10 créditos de 10 dólares para la compra de cámaras Ring por cada nuevo usuario). Ring también recomendó que la DP estableciera nuevos puestos específicos para la asociación, incluido un "coordinador de medios sociales". Más tarde ese mismo mes, Motherboard obtuvo registros públicos que contenían las notas de un oficial de un seminario web de capacitación de abril de 2019, en el que se afirmaba que Ring se había asociado con al menos 200 colaboradores en la aplicación de la ley. A principios de agosto de 2019, Motherboard también informó que Ring igualaría los pagos de las ciudades para cubrir la compra subvencionada de cámaras Ring, para que puedan ser revendidas a los residentes con un descuento.
La empresa de seguridad cibernética Bitdefender identificó una vulnerabilidad en el producto Ring Video Doorbell Pro en julio de 2019, que fue parcheado antes de ser divulgación pública en noviembre de 2019. Hackers de seguridad accedió a un número de cámaras Ring en diciembre de 2019 y utilizó los altavoces del dispositivo para transmitir insultos raciales, amenazas y otro lenguaje incendiario a múltiples hogares de los Estados Unidos. Una investigación de Motherboard descubrió foros criminales que distribuían exploits de software para dispositivos Ring, los cuales fueron utilizados en los ciberataques, y que miembros del foro de hackers Nulled habían estado grabando sus intrusiones como si fueran «pódcasts». Ring respondió a los incidentes aconsejando a sus usuarios que tuvieran contraseñas fuertes, habilitaran autenticación de dos factores, y adoptaran otras medidas de seguridad. Ring mandated two-factor authentication for all users on February 18, 2020. Ring exigió la autentificación de dos factores para todos los usuarios el 18 de febrero de 2020.
El Comité de Supervisión y Reforma de la Cámara de Representantes de los Estados Unidos lanzó una investigación sobre las asociaciones de intercambio de datos de Ring con el gobierno local y el departamento de policía el 19 de febrero de 2020.

## Productos y servicios

### Ring Video Doorbell
El timbre de video de anillo es el producto bandera de la compañía; es un timbre inteligente que contiene una cámara de alta definición, un sensor de movimiento, y un micrófono y altavoz para la comunicación de audio bidireccional. Se integra con una aplicación móvil asociada, que permite a los usuarios ver vídeo en tiempo real desde la cámara, recibir notificaciones cuando se toca el timbre y comunicarse con los visitantes en la puerta a través del altavoz y el micrófono integrados. También puede funcionar como cámara de vigilancia, y puede activar automáticamente las grabaciones cuando se toca el timbre, o cuando se activan sus sensores de movimiento. Un modelo de segunda generación, Ring Doorbell 2, fue lanzado en 2017, con hardware actualizado y una cámara 1080p con un rendimiento mejorado de luz baja, que no depende solamente de Wi-Fi, a diferencia del modelo original.
El accesorio "Ring Chime" es una unidad conectada a una toma de corriente para tocar el timbre de la puerta. El "Campanilla Pro" es una versión extendida que también sirve como repetidor inalámbrico para redes Wi-Fi.

### Seguridad doméstica
En 2015, Ring lanzó por primera vez la "Stick-Up Cam", una cámara IP inalámbrica. Fue actualizada en 2018 con un factor de forma cilíndrica, detección de movimiento, audio bidireccional, así como opciones de batería, cable y energía solar. En 2017, Ring lanzó la "Floodlight Cam", una cámara integrada con un par de LEDs activados por movimiento.
En julio de 2018, Ring lanzó un kit de seguridad de alarma, que incluye un teclado, una sirena y sensores de movimiento. En CES 2019, Ring anunció una cámara mirilla. Ring introduce una cámara de vista de puerta que reemplaza la mirilla en los hogares.

### Planes de suscripción
Los productos Ring requieren un plan de suscripción "Ring Protect" para poder almacenar y ver las grabaciones de las cámaras; sin una suscripción, el usuario está limitado a las grabaciones en tiempo real solamente. El plan "Ring Protect Basic" permite conservar las grabaciones durante 60 días, mientras que la suscripción "Ring Protect Plus" añade un almacenamiento "ilimitado" de grabaciones, permite la supervisión profesional y la copia de seguridad celular LTE en el Ring Alarm, y amplía la garantía de los productos Ring del usuario de un año a la vida útil de los dispositivos.

### Aplicación Vecinos
En 2018, Ring lanzó Neighbors, una aplicación móvil hiperlocal de redes sociales. Descrito como algo parecido a una vigilancia del vecindario, permite a los usuarios crowdsource información sobre y discutir las preocupaciones de seguridad en su área. El servicio permite a los usuarios compartir imágenes capturadas de los productos de Ring, para que otros puedan ayudar a identificar a los sospechosos. Todos los mensajes de los usuarios son anónimos y no incluyen información sobre su ubicación específica, y están moderados para eliminar el contenido fuera del tema (a diferencia de servicios como Nextdoor, se centra exclusivamente en el crimen y la seguridad). Ring también tiene asociaciones con departamentos de policía locales en algunas ciudades para incorporar a los vecinos en sus procesos de vigilancia de la delincuencia, y también pueden hacer publicaciones oficiales para su distribución en el servicio. Ring ha acreditado al servicio por haber ayudado a resolver delitos, y ha observado que la actividad del servicio aumentó en las regiones de California afectadas por wildfires en noviembre de 2018.
Amazon reveló el criterio de Ring para aceptar solicitudes de los departamentos de policía de material de vídeo compartido al portal de Vecinos en una respuesta al senador de Massachusetts Ed Markey el 1 de noviembre de 2019. Cada solicitud de la policía debe ser asociada con un número de caso y presentada individualmente, aunque no se necesita ninguna evidencia. Ring proporciona como máximo 12 horas de material grabado en los 45 días anteriores en un área de búsqueda máxima de 0,5 milla cuadrada para cada solicitud. Markey criticó la respuesta de Amazon, describiendo a Ring como "una puerta abierta para privacidad y violaciones de la libertad civil".
Los departamentos de policía pueden acceder a las grabaciones generadas por los usuarios a través del portal de Ring Neighborhoods previa solicitud, utilizando una interfaz de mapa. Después de que un oficial de policía solicita un video de una lista de casas, Ring envía a todos los usuarios afectados mensajes automatizados solicitando permiso para liberar el material.

## Recepción

### Productos
TechHive le dio al timbre de la segunda generación de Ring un 4 de 5, notando mejoras en el hardware y facilidad de instalación sobre el modelo de la primera generación, pero criticando la falta de documentación impresa y en línea.

### Asociaciones con la policía
El grupo de defensa de los derechos digitales Lucha por el futuro criticó a Ring por utilizar sus cámaras y la aplicación Neighbors para construir una red de vigilancia privada mediante asociaciones con los organismos locales de aplicación de la ley, que los alientan a promover los productos. El grupo declaró que estas asociaciones "socavan nuestro proceso democrático y las libertades civiles básicas". Según la Electronic Frontier Foundation, Ring utilizó estas asociaciones y sus estrategias de marketing para fomentar el miedo, lo que lleva a un "círculo vicioso" que estimula la venta de hardware. La organización dijo que Ring, así como Vecinos y aplicaciones similares de "vigilancia del vecindario" como Ciudadano y Nextdoor, "facilitan la denuncia de los llamados comportamientos 'sospechosos' que realmente equivalen a perfil racial." Matt Cagle de la Unión Americana de Libertades Civiles dijo que el Portal de Vecinos del Anillo "borra la línea entre la vigilancia corporativa y la gubernamental" y que "Muchas personas no van a sentir que tienen una opción cuando las fuerzas del orden pidan acceso a sus imágenes".

### Seguridad deslucida
En una prueba de diciembre de 2019, Motherboard encontró que el software de Ring no implementaba "características básicas de seguridad", permitiendo la publicación para acceder a una cuenta de Ring desde dirección IPes basada en múltiples países sin advertir al usuario.

### Alegaciones de rastreo de usuarios
El 27 de enero de 2020, la Electronic Frontier Foundation concluyó que la aplicación Ring doorbell para Android estaba enviando información personal identificable -incluyendo nombres, direcciones IP, portadores de redes móviles, identificaciones persistentes y datos de sensores- a cuatro empresas de análisis y marketing: Facebook, Mixpanel, AppsFlyer y branch.io.